# Dianatempel (Mnichov)

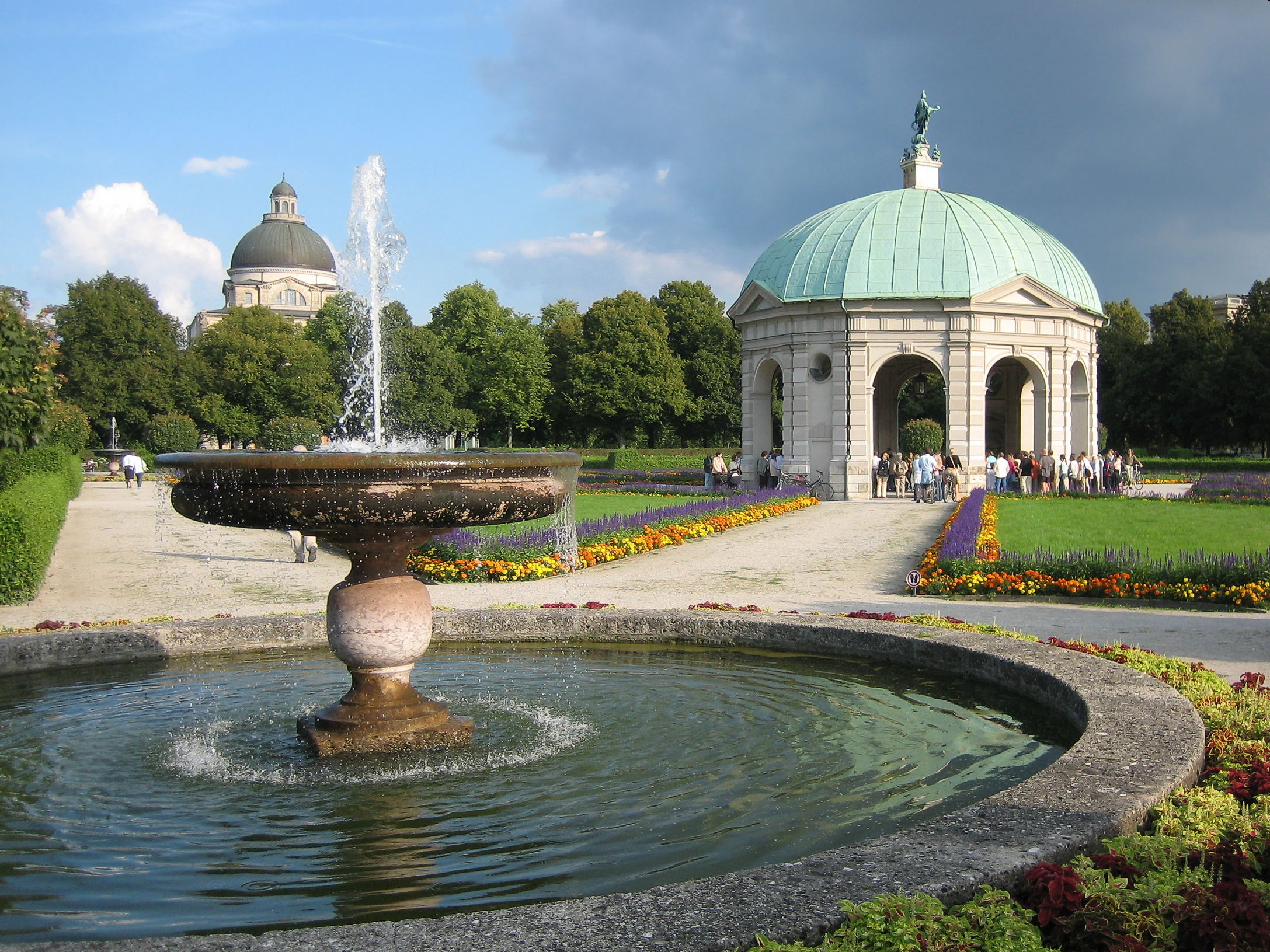
Dianin pavilon ve dvorní zahradě Královské rezidence Mnichov, Německo

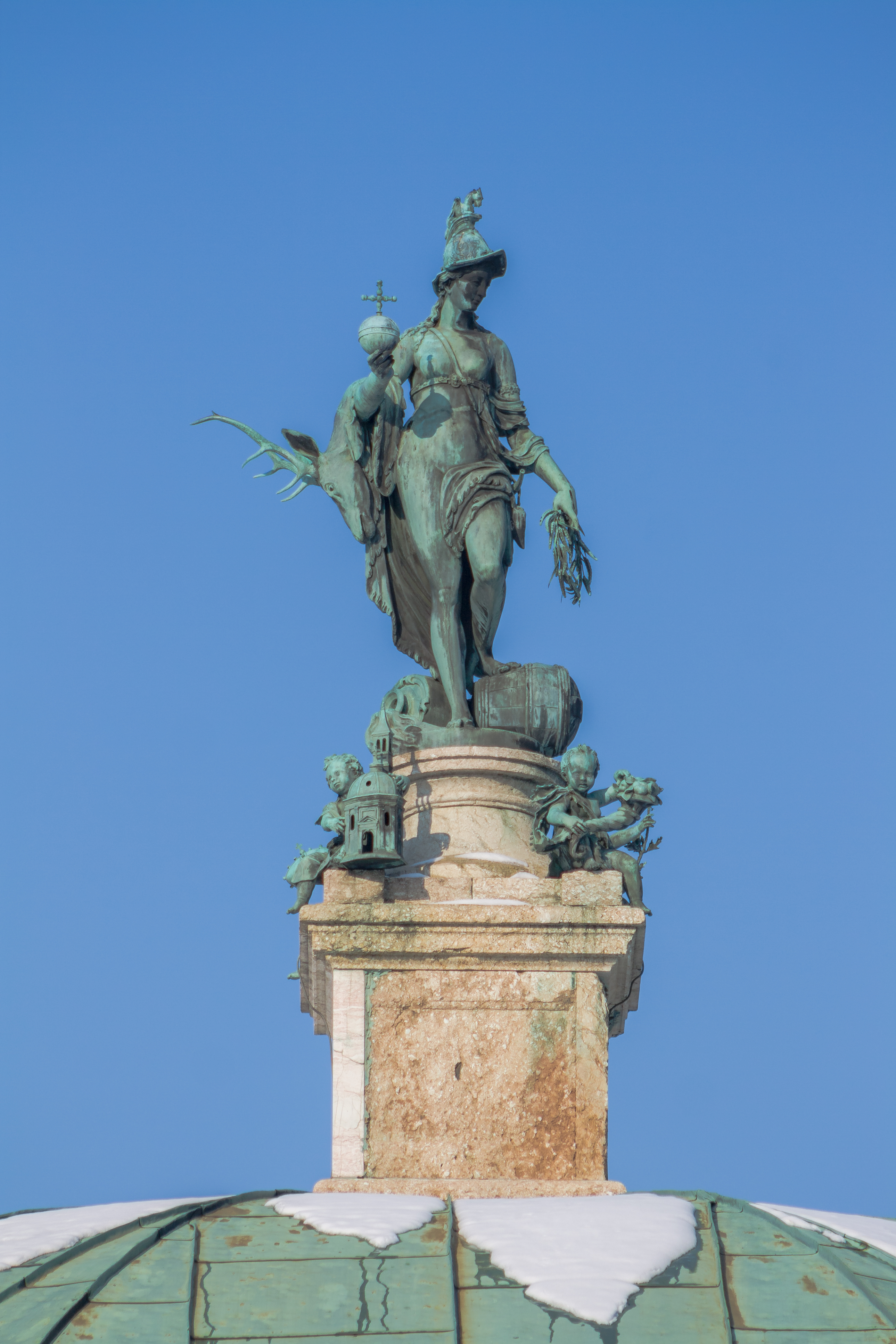
Tellus Bavarica

Dianin pavilon ve dvorní zahradě Královské rezidence Mnichov, Německo, je dvanáctistranný pavilon z období renesance s osmi otevřenými a čtyřmi uzavřenými klenutými arkádami. Je to místo křížení hlavních a diagonálních os dvorní zahrady Hofgarten.

## Historie
Pavilon byl postaven v italském stylu společně s dvorní zahradou Hofgarten v letech 1613 až 1617 za doby vlády bavorského vévody a kurfiřta, Maximiliána I. Vytváří střed zahrady a jeho autorem byl pravděpodobně architekt Heinrich Schön kolem roku 1615. Střechu pavilonu zdobí kopie bronzové sochy Tellus Bavarie, patronky Bavorska, od německoholandského sochaře Huberta Gerharda z roku 1623. Originál sochy z roku 1594 je od Hanse Krumppera a symbolizuje bohatství Bavorska. Nyní je součástí bronzové sbírky v muzeu Královské rezidence (Residenzmuseum) v Mnichově. Ve stěnách uvnitř pavilonu jsou čtyři fontánky, zdobené mušlemi.

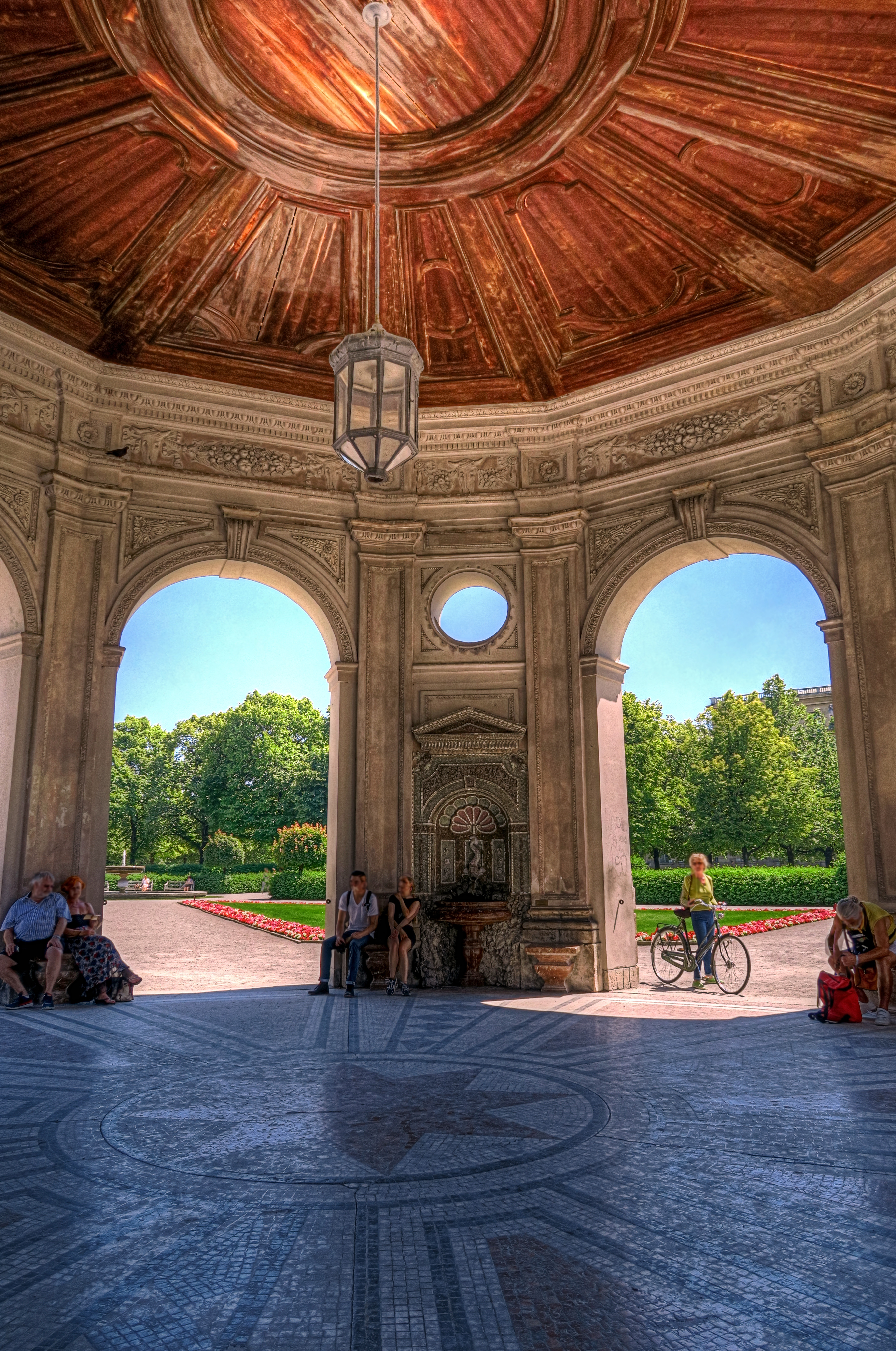
Interiér Dianina pavilonu

## Využití
Stejně jako celá zahrada Hofgarten je i Dianin pavilon obvykle veřejnosti přístupný. Výjimky jsou ojedinělé, třeba při
natáčení filmů (například pro Tři mušketýry roku 2011). Přístup z náměstí Odeonsplatz bývá při významných událostech konaných na tomto náměstí také uzavřen (například při festivalu klasické hudby).
V pavilonu se konají koncerty a návštěvníky parku baví i pouliční muzikanti. Večer se z něj stává neoficiální a neformální místo setkávání tanečníků (Tango Argentino, Salsa a Swing). Tyto nekomerční akce se tolerují, pokud nejsou obyvatelé nebo ostatní obtěžováni hlukem. Za slunečního nedělního odpoledne návštěvníci parku někdy vytvoří obecenstvo, které tanečníky sleduje. Pro takové akce je však nutné povolení Bavorské správy státních zámků, zahrad a jezer, které musí mít zejména pouliční hudebníci.